# Bitch (groupe)
Pour les articles homonymes, voir Bitch.
Bitch est un groupe américain de heavy metal, originaire de Los Angeles, en Californie. Le groupe gagne en notoriété pour ses performances sur scène inspirées par Alice Cooper, qui implique des thèmes sadomasochistes. Bitch est le tout premier groupe signé au label Metal Blade Records.

## Historique
Le groupe est formé en décembre 1980 à Los Angeles, ou en 1981 selon d'autres sources. Le guitariste David Carruth rencontre peu de temps après la formation du groupe, Brian Slagel, fondateur du label Metal Blade Records. Devenus amis, Slagel travaille sur une compilation liée au magazine de heavy metal nommée The New Heavy Metal Revue, et propose au groupe Bitch de placer une de leurs démos sur la compilation. Le projet de cette compilation est intitulé Metal Massacre, regroupant divers groupes comme Ratt ou encore Steeler et lance notamment la carrière de Metallica. La démo du titre Live for the Whip est publiée en 1982 sur la première édition de Metal Massacre en tant que seconde piste. Le premier EP, Damnation Alley, est publié la même année via Metal Blade Records, et l'année suivante, le groupe sort son premier album studio intitulé Be My Slave.
Au cours de la tournée de l'album, Bitch développe leurs spectacles autour du sadomasochisme incluant l'attirail des vêtements d'esclaves et l’humiliation d'un homme sur scène (Be My Slave),,. Le groupe s'attire alors les foudres de l'association Parents Music Resource Center (P.M.R.C). L'album Be My Slave est présenté aux émissions de télévision du congrès qui se déroule devant la commission du sénat américain du commerce, des sciences et des transports le 19 septembre 1985. Durant tout ce temps, Bitch joua régulièrement à Sunset Strip dans de célèbres clubs comme Whisky a Go Go, Gazzarri's (en), The Roxy, partageant l'affiche avec d'autres groupes de heavy metal tels que W.A.S.P., Slayer et Armored Saint.
Le second album de Bitch est publié en 1987, intitulé The Bitch is Back. Selon le groupe, cet album devient le plus vendu de Bitch  notamment grâce à la publicité que leur a fait en partie le groupe de pression américain P.M.R.C, qui classe The Bitch is Back via le logo Parental advisory en tant que contenu pour adultes (Warning: Adult Content). Betsy Bitch (Betsy M. Weiss) est invitée la même année à chanter avec Lizzy Borden sur le titre Don't Touch Me There pour son second EP Terror Rising. Pour des raisons commerciales, les membres du groupe décident de changer de nom en 1988 pour Betsy. Un album éponyme est publié en 1988 s'orientant vers un son plus mélodique et plus proche du hard rock.
En 2003, le groupe participe au festival Bang Your Head à Balingen en Allemagne, après avoir confirmé sa réunion en 2002. En mars 2003, le groupe ouvre un concert pour Lizzy Borden à West Los Angeles. La même année, en avril, ils annoncent leur apparition en concert à Hollywood.
En mai 2011, MetalBlade annonce la sortie européenne, le 4 juillet, d'un coffret CD/DVD contenant l'album Be My Slave, le mini-album Damnation Alley, ainsi que la chanson bonus Let's Go. Le groupe joue sa chanson Skull Crusher au festival Keep It True XIV, organisé les 29 et 30 avril 2011 au Tauberfrankenhalle, Lauda-Knigshofen, en Allemagne.

## Discographie

### Albums studio
- 1983 : Be My Slave
- 1987 : The Bitch is Back
- 1988 : Betsy
- 1989 : Be My Slave/Damnation Alley

### EPs
- 1982 : Damnation Alley
- 1989 : A Rose By Any Other Name

## Membres

### Membres actuels
- Betsy « Betsy Bitch » Weiss - chant (depuis 1980)[6]
- Angelo Valdespino - basse[6]
- Rob Alaniz - batterie[6]
- Danny Oliverio - guitare[6]

### Anciens membres
- Jett Black - basse[6]
- Kevyn Redwine - basse[6]
- Mark Anthony Webb - basse[6]
- Richard Zusman - basse[6]
- Ron Cordy - basse[6]
- Robby Settles - batterie (décédé en 2010)[6]
- David Carruth - guitare[6]
- Steve Gaines - guitare[6]
- Joseph Romersa - clavier[6]
- Ed McCrary - guitare (1999-?)[6]